# Stefan Majer
Pour les articles homonymes, voir Majer.
Stefan Majer, né le 29 octobre 1929 à Varsovie et mort le 5 août 2020 à Garwolin, est un joueur et entraîneur polonais de basket-ball.

## Palmarès
Joueur
- Champion de Pologne 1956, 1957

Entraîneur
- Champion de Pologne 1969
- Coupe de Pologne 1968, 1970